# Boustani
Boustany is een Libanese achternaam. Variaties van de naam, als gevolg van transliteratie, zijn onder meer: Boustani en Boustany, Bisteni, Bistany, Bostany, Bustani, Besteni en Bestene ( Arabic   / ALA-LC : Bustānī ). De naam, een nisba, is afgeleid van het Arabische woord voor tuin (vergelijkbaar met de Vlaamse achternaam 'Vandevelde', een leenwoord uit het Middelperzisch "bōyestān"  en wordt verondersteld te dateren uit ten minste de 15e eeuw.
De familie heeft zijn wortels in een plaats genaamd El-Bassatin, in het dorp Jableh, in de buurt van Latakia, Syrië. In het begin van de 16e eeuw, en na de Ottomaanse verovering van het Midden-Oosten, verliet Muqim (Abu Mahfouz) zijn geboortestad en ging richting de Libanon, stoppend bij Dahr Safra en vervolgens Bqerqacha, een dorp aan de voet van de Libanese cederbomen. Muqim had drie zonen, Mahfouz, Abd el Aziz en Nader. Abd el Aziz woonde in Deir el Kamar. Nader en zijn gezin vestigden zich in de regio Chouf, voornamelijk Deir el Kamar en Debbiyé.
Muqim en zijn oudste zoon Mahfouz gingen terug naar de noordelijke regio's van het land. Zijn nakomelingen dragen nog steeds de naam Mahfouz.
Na sociale en politieke omwentelingen vestigden de Boustany's zich in elke regio van Libanon - in Giyeh, Marj, Jounieh, Tripoli, in de Koura en de Beqaa - evenals in Syrië (Damascus en Aleppo), Turkije en Egypte. Gedurende de laatste twee eeuwen, en vooral in het begin van de 20e, begon de grote migratie van de Boustany's naar Europa en de Nieuwe Wereld.
Gedurende de laatste twee eeuwen emigreerden leden van de familie vanuit verschillende Libanese steden naar tal van landen over de hele wereld. De Boustany's die momenteel in Libanon wonen, evenals die van de diaspora, vormen echter één enkele familie.
De Boustany's waren een familie van vele talenten, waaruit vooraanstaande aartsbisschoppen, grote staatslieden, zakenlieden, schrijvers en dichters in Libanon en in de diasporalanden werden geboren. Onder de bisschoppen waren: Abdallah (1780-1866), Boutros (1819-1883) en Augustin (1875-1957).

## Opmerkelijke mensen
- Alberto Bustani Adem, academicus en voormalig president van de Monterrey Campus van Tecnologico de Monterrey, Mexico
- Augustin Bostani (1876-1957), Eparch van Sidon
- Boutros al-Boustani, Libanese intellectuele dichter, schrijver, encyclopedist en pionier van de Arabische literaire renaissance
- Charles Boustany, voormalig congreslid uit Louisiana, Verenigde Staten van Amerika
- Don Bustany (geboren 1928), Amerikaanse radio- en televisieproducent
- Doris Ann Boustany Reggie, moeder van Victoria Reggie Kennedy, weduwe van senator Edward "Ted" Kennedy, broer van president John F. Kennedy
- Emile Bustani, was een Libanese magnaat, ondernemer, astrofysicus (American University of Beirut) en burgerlijk ingenieur (Massachusetts Institute of Technology), filantroop en politicus.
- Emile Boustany, voormalig commandant van de algemene rang in de Libanese strijdkrachten
- Fouad Frem al-Boustani, dichter, intellectueel, oprichter en voormalig president van de Libanese Universiteit
- José Maurício Bustani, Braziliaanse ambassadeur bij het Hof van St. James's (Verenigd Koninkrijk) en voormalig directeur-generaal van de Organisatie voor het Verbod op Chemische Wapens
- Myrna Bustani, dochter van Emile Bustani, en eerste vrouw in het Libanese parlement
- Maroun Boustani, decaan van de rechtenfaculteit, La Sagesse University, Beiroet
- Malaz Boustani, MD, MPH, oprichter en directeur van het Sandra Eskenazi Center for Brain Care Innovation Center en oprichter van het Indiana University Centre for Health Innovation and Implementation Science
- Nora Boustany, Libanese pedagoog en journalist
- Suleyman al-Boustani (Effendi), (1856-1925) neef van Boutros al-Boustani, vertaler van de Ilias van Homerus in het Arabisch, en minister van Handel en Landbouw in de laatste Ottomaanse regering
- Pierre Bostani (1819-1899), assistent van de pauselijke troon, aartsbisschop van Tyrus, graaf van Rome, bisschop van Saint-John-Acre, concilievader van het Eerste Vaticaans Concilie
- Ricardo Alvarado Bestene, gouverneur van Arauca, Colombia
- Wissam Boustany, Libanees/Britse concertfluitist